# Cerura fennica
Cerura fennica är en fjärilsart som beskrevs av Schultz. 1908. Cerura fennica ingår i släktet Cerura och familjen tandspinnare. Inga underarter finns listade i Catalogue of Life.